# Jan Mrzena
Jan Mrzena (* 3. září 1962 Tábor) je český manažer kulturních institucí. Od roku 1997 do roku 2004 působil na funkci ředitele Jihočeského divadla. V letech 2001 - 2005 byl předsedou Rady České televize. Od roku 2007 do roku 2011 byl personálním ředitelem České televize. V roce 2011 řídil programový okruh ČT2.
V červenci 2024 schválil Senát PČR jeho nominaci do funkce člena Rady Ústavu pro studium totalitních režimů, a to společně s Michalem Klímou. Z 64 přítomných senátorů podpořilo tuto dvojici 55 senátorů. V říjnu 2024 se pak navíc stal místopředsedou Rady ÚSTR.